# NGC 7485
NGC 7485 في الفهرس العام الجديد، هي مجرة، تقع في كوكبة الفرس الأعظم. اكتشفت في 19 أغسطس 1828 بواسطة جون هيرشل.

## روابط خارجية
- NGC 7485 على موقع ويكي سكاي: DSS2, SDSS, GALEX, IRAS, Hydrogen α, X-Ray, Astrophoto, Sky Map, Articles and images